# Konstantynowo (rejon smorgoński)
Konstantynowo – dawna kolonia. Tereny, na których była położona, leżą obecnie na Białorusi, w obwodzie grodzieńskim, w rejonie smorgońskim, w sielsowiecie Krewo.

## Historia
W czasach zaborów folwark w gminie Kucewicze, w powiecie oszmiańskim, w guberni wileńskiej Imperium Rosyjskiego. W 1905 roku liczył 38 mieszkańców, 200 dziesięcin, należał do Czapskich.
W latach 1921–1945 folwark a następnie kolonia leżała w Polsce, w województwie wileńskim, w powiecie oszmiańskim, w gminie Kucewicze.
W 1931 w 11 domach zamieszkiwały 93 osoby.
Wierni należeli do parafii rzymskokatolickiej w Borowinach i prawosławnej w Krewie. Miejscowość podlegała pod Sąd Grodzki w Oszmianie i Okręgowy w Wilnie; właściwy urząd pocztowy mieścił się w Krewie.